# Kärpänlampi
Kärpänlampi är en sjö i Finland. Den ligger i kommunen Puolango i landskapet Kajanaland, i den centrala delen av landet, 600 km norr om huvudstaden Helsingfors. Kärpänlampi ligger 152,6 meter över havet. Den är 4,5 meter djup. Arean är 1,29 kvadratkilometer och strandlinjen är 5 kilometer lång. Sjön  ingår i Kiminge älvs huvudavrinningsområde. 